# Émilie Salamin-Amar
Émilie Salamin-Amar, née le 29 février 1948 à Paris, est une écrivain vaudoise.

## Biographie
Émilie Salamin-Amar part vivre à l'âge de cinq avec sa famille à Casablanca au Maroc.  La perte de plusieurs de ses proches (sa mère décède alors qu'elle n'a que sept ans) conjuguée à de nombreux événements violents rende Émilie Salamin-Amar profondément pacifiste, antimilitariste et tolérante, tout en lui donnant une grande soif de vie. Par les nombreux voyages qu'elle réalise à travers le monde, Émilie Salamin-Amar accède à d'autres horizons, d'autres richesses, d'autres cultures.
Aujourd'hui, Émilie Salamin-Amar écrit, édite et fabrique elle-même ses livres de manière artisanale. Elle a publié deux contes philosophiques La Reine des rêveuses utopiques en 2003 et Le Prince du palais en 2004 ainsi que plusieurs ouvrages destinés aux enfants, comme La Reine et l'ange-magicien en 2003.
En 2016, elle publie son vingt-cinquième livre, un roman, Souvenirs sucrés.

## Œuvres
- 2003 : La Reine & l'ange-magicien, coll. Le Monde de la reine des rêveuses, tome 1, (livre illustré pour enfants), Éditions Planète Lilou
- 2003 : La Reine des rêveuses utopiques (conte philosophique), Éditions Planète Lilou
- 2004 : Le Prince du palais (conte philosophique illustré) - réédité en 2009, Éditions Planète Lilou
- 2004 : Les 7 Mondes & les Éclairés, coll. Le Monde de la reine des rêveuses, tome 2, (livre illustré pour enfants), Éditions Planète Lilou
- 2005 : Demandez le programme !, collection Théatre-Jeunesse, Éditions Planète Lilou
- 2005 : Bleu Cerise mon amour (roman), Éditions Planète Lilou
- 2006 : La secrétaire des Dieux (roman), Éditions Planète Lilou
- 2006 : Le Berceau des Etoiles, collection Théatre-Jeunesse, Éditions Planète Lilou
- 2007 : La légende de Keo, collection Théatre-Jeunesse, Éditions Planète Lilou
- 2008 : WebElles (sketchs), Éditions Planète Lilou
- 2008 : Histoires de ouFs, collection Théatre-Jeunesse, Éditions Planète Lilou
- 2008 : Le Café aux Lettres (roman), Éditions Planète Lilou
- 2009 : Interrogatrice de sens (roman), Éditions Planète Lilou
- 2010 : Meli Melo (sketchs), Éditions Planète Lilou
- 2010 : Au milieu de nulle part (roman), Éditions Planète Lilou
- 2011 : Papiers de soi, encres d'ailleurs (sketchs), Éditions Planète Lilou
- 2011 : Le Parfum de l'attente (roman), Éditions Planète Lilou
- 2012 : Le Jardin des mots (sketchs), Éditions Planète Lilou
- 2012 : Couleur Caramel (roman), Éditions Planète Lilou
- 2013 : Juste une illusion (roman), Éditions Planète Lilou
- 2014 : Une Parcelle d'infinitude (roman), Éditions Planète Lilou
- 2015 : Un P'tit vélo dans la tête (sketchs), Éditions Planète Lilou
- 2015 : Une symphonie consensuelle (roman), Éditions Planète Lilou
- 2016 : Souvenirs sucrés (roman), Éditions Planète Lilou

## Sources
- « Émilie Salamin-Amar », sur la base de données des personnalités vaudoises sur la plateforme « Patrinum » de la Bibliothèque cantonale et universitaire de Lausanne.
- Journal de Morges, 4 janvier 2005, p. 6.
- La Côte, 1er mai 2005.
- « 24 Heures », 21 avril 2005, p. 26 (avec photo).
- 24 Heures -  éd. La Côte, 8 avril 2006, p. 27.